# 浅見百合子
浅見 百合子（あさみ ゆりこ）は、日本の漫画家。女性。

## 経歴
「九龍妖魔學園紀コミックアンソロジー 遺跡探索編」（光文社刊）でデビュー。

## 作品リスト

### 漫画
以下、メディアファクトリー刊。
- 『蟲と眼球とテディベア』全6巻（原作・日日日、『月刊コミックアライブ』2006年8月号〈創刊号〉 - 2009年10月号）
- 『七色の円舞曲』全1巻（原作・竹屋そうすけ/キャラクター原案・哉ヰ涼、『コミックキュット』2009年1号〈創刊号〉 - 2010年）
- 『ななつさ』全2巻（『電撃黒マ王』Vol.1 - 12 →『電撃マ王』2010年9月号 - 2011年1月号）
- 『Angel Beats! -Heaven’s Door-』全11巻（原作・麻枝准、『電撃G's magazine』2010年5月号 - 2014年5月号→『電撃G'sコミック』Vol.1〈2014年6月号〉 - 2016年12月号）
- 『Angel Beats! -The Last Operation-』既刊4巻（原作・麻枝准、『電撃G'sコミック』2017年10月号 - 連載中）
- 『IDOLY PRIDE Beginning of Lodestar』全2巻（原作・Project IDOLY PRIDE、『ComicWalker』・『ニコニコ静画』2020年10月30日 - 2021年6月24日）
- 『プリマドール New Order』全2巻（原作・VISUAL ARTS / Key / バイブリーアニメーションスタジオ、シナリオ・丘野塔也、『電撃G'sコミック』2022年7月15日 - 2024年4月30日）
- 『春夏秋冬代行者 百歌百葉』既刊2巻（原作・暁佳奈、キャラクターデザイン・スオウ、『電撃G'sコミック』2023年5月14日 - 連載中）

アンソロジー
- ペルソナ3 ノベルアンソロジー（一迅社、2007年）
- 季刊GELATIN2010 ふゆ（ワニマガジン社、2009年）

### その他
- 終わりの惑星のLove Song（FLAMING JUNE、2012年）挿絵、PV
- プリマドール（テレビアニメ、2022年）第9話エンドカードイラスト